# Fabrizio Paolucci
Fabrizio Paolucci (Forlì, 2 de abril de 1651 – Roma, 12 de junho de 1726) foi um cardeal italiano, arcebispo de Ferrara, Cardeal Secretário de Estado, vigário-geral de Roma e decano do Colégio dos Cardeais.

## Biografia
Da família dos condes de Calboli, era o quinto dos seis filhos do Conde Cosimo Paolucci e Luciana Albicini. Sobrinho-neto do cardeal Francesco Paolucci e tio do cardeal Camillo Paolucci.
Foi para Roma com oito anos de idade, em 1659, para ser educado por seu tio-avô. Estudou na Universidade La Sapienza, de Roma, doutorado utroque iure, em direito canônico e direito civil em 23 de fevereiro de 1674.

## Vida religiosa
Eleito bispo de Macerata-Tolentino em 9 de abril de 1685, sendo consagrado em 6 de maio, na igreja de San Filippo, em Roma, pelo Cardeal Gasparo Carpegna, vigário de Roma. Foi assistente no Trono Pontifício, em 6 de fevereiro de 1696. Foi nomeado núncio apostólico em Colônia, em 24 de fevereiro de 1696.
Criado cardeal e reservado in pectore no consistório de 22 de julho de 1697, sendo publicado no consistório de 19 de dezembro de 1698. Foi transferido para a sé de Ferrara, com o título pessoal de arcebispo, em 27 de janeiro de 1698. Núncio extraordinário na dieta polonesa para a eleição de um novo rei, em 27 de janeiro de 1698. Recebeu o barrete cardinalício e o título de Santos João e Paulo em 5 de janeiro de 1699.
Foi nomeado Cardeal Secretário de Estado em 3 de dezembro de 1700, permanecendo no cargo até 19 de março de 1721. Renunciou ao governo da diocese de Ferrara em 14 de março de 1701. Foi nomeado penitenciário-mór em 25 de janeiro de 1709, respondendo pelo cargo até 11 de maio de 1721. Camerlengo do Sagrado Colégio dos Cardeais, de 25 de janeiro de 1706 até 21 de fevereiro de 1707. Concedido faculdades plenárias para negociar e alcançar a paz com o Sacro Império Romano-Germânico, em 12 de janeiro de 1709.
Passa para a ordem dos cardeais-bispos e assume a sé suburbicária de Albano em 1717. No conclave de 1721, o cardeal Mihály Frigyes Althan, bispo de Vac na Hungria, trouxe o Jus exclusivae do Imperador Carlos VI ao cardeal Paolucci, por suas posições mais próximas dos franceses. Vigário Geral de Roma, em 11 de maio de 1721, também nomeado Prefeito da Sagrada Congregação dos Bispos e Regulares, em 9 de setembro. No conclave de 1724, novamente é vetado. Secretário de Estado de novo, de 6 de junho de 1724 até sua morte. Foi também Prefeito da Sagrada Congregação dos Ritos, de Avignon e de Loreto.
Passa para a sé de Porto e Santa Rufina em 12 de junho de 1724. É-lhe concedido faculdades plenipotenciárias para negociar, juntamente com o cardeal Álvaro Cienfuegos Villazón, S.J., arcebispo de Catania, a devolução de Comacchio e regiões adjacentes à Santa Sé, em 1 de setembro de 1724. Em 19 de novembro de 1725, assume a suburbicária de Ostia–Velletri, sé do decano do Sacro Colégio dos Cardeais.
Morreu em 12 de junho de 1726, às 5 horas, em Roma, no palácio apostólico de Quirinale. Transferido para o seu palácio no foro de Ss. XII Apostoli, no mesmo dia às 7 horas. Foi transferido para a basílica de Ss. XII Apostoli, em 13 de junho e o funeral teve lugar no dia seguinte na mesma igreja e às 11 horas, transladado para a igreja de S. Marcello, e enterrado no lado esquerdo da capela de S. Pellegrino Laziosi naquela igreja.

## Conclaves
- Conclave de 1700 – participou da eleição do Papa Clemente XI[2]
- Conclave de 1721 – participou da eleição do Papa Inocêncio XIII[2]
- Conclave de 1724 – participou da eleição do Papa Bento XIII[2]